# Castello di Santo Niceto
Il Castello di Santo Niceto (o San Niceto) o anche Motta Santo Niceto è una fortificazione bizantina costruita nella prima metà dell'XI secolo sulla cima di un'altura rocciosa, tra quelle che dominano la città di Reggio Calabria, nei pressi del centro abitato di Motta San Giovanni. Rappresenta uno dei pochi esempi di architettura alto medievale calabrese, nonché una delle poche fortificazioni bizantine sottoposte a lavoro di restauro e recupero.

## Storia
Edificato durante l'impero romano d'oriente la fortificazione è di fatto un Kastron bizantino che serviva a mettere in salvo le merci (soprattutto la preziosissima seta prodotta nel territorio reggino per sostenere l'economia di Costantinopoli) e tenere al sicuro la popolazione di Reggio durante le incursioni.
Anche dopo il 1060 quando la città fu presa dai Normanni, il castello non perse la sua funzione di avvistamento e di rifugio per la popolazione reggina, in seguito all'intensificarsi delle scorribande saracene lungo le coste calabresi e siciliane. Da questo momento ci rimangono documenti che ne danno notizia.
Nel corso del XIII secolo il castello divenne il centro di comando del fiorente feudo di Santo Niceto che nel 1200 fu tormentato dalle guerre tra Angioini ed Aragonesi che si avvicendavano sul territorio reggino e, come molte altre zone della Calabria, passò in diverse mani; nel 1321 fu consegnato agli Angioini.
Nel 1434 Santo Niceto diventa baronia e domina sui territori di Motta San Giovanni, Montebello e Paterriti (un riferimento antecedente a Motta San Giovanni si trova in un documento del 1412).
Nel XV secolo Santo Niceto, al pari delle altre motte filo-angioine, entrò in conflitto con la città stessa di Reggio appoggiata dagli Aragonesi. Nel 1459, con il beneplacito del Duca Alfonso di Calabria, i reggini espugnarono Santo Niceto attraverso uno stratagemma: durante una notte buia, le squadre di armigeri reggini si appostarono in una valle nei pressi del castello, e dal lato opposto di esso lasciarono vagare un gregge di capre a cui erano stati applicate dei lumini accesi sulle corna. I castellani, scambiando il gregge per un esercito nemico, si lanciarono su di esso lasciando sguarnito Sant'Aniceto: i soldati reggini, approfittando della situazione, assalirono ed invasero il castello, mettendolo a ferro e fuoco.
In un documento del 1604 Santo Niceto è detto appartenere alla Baronia di Motta San Giovanni.

## Il complesso architettonico

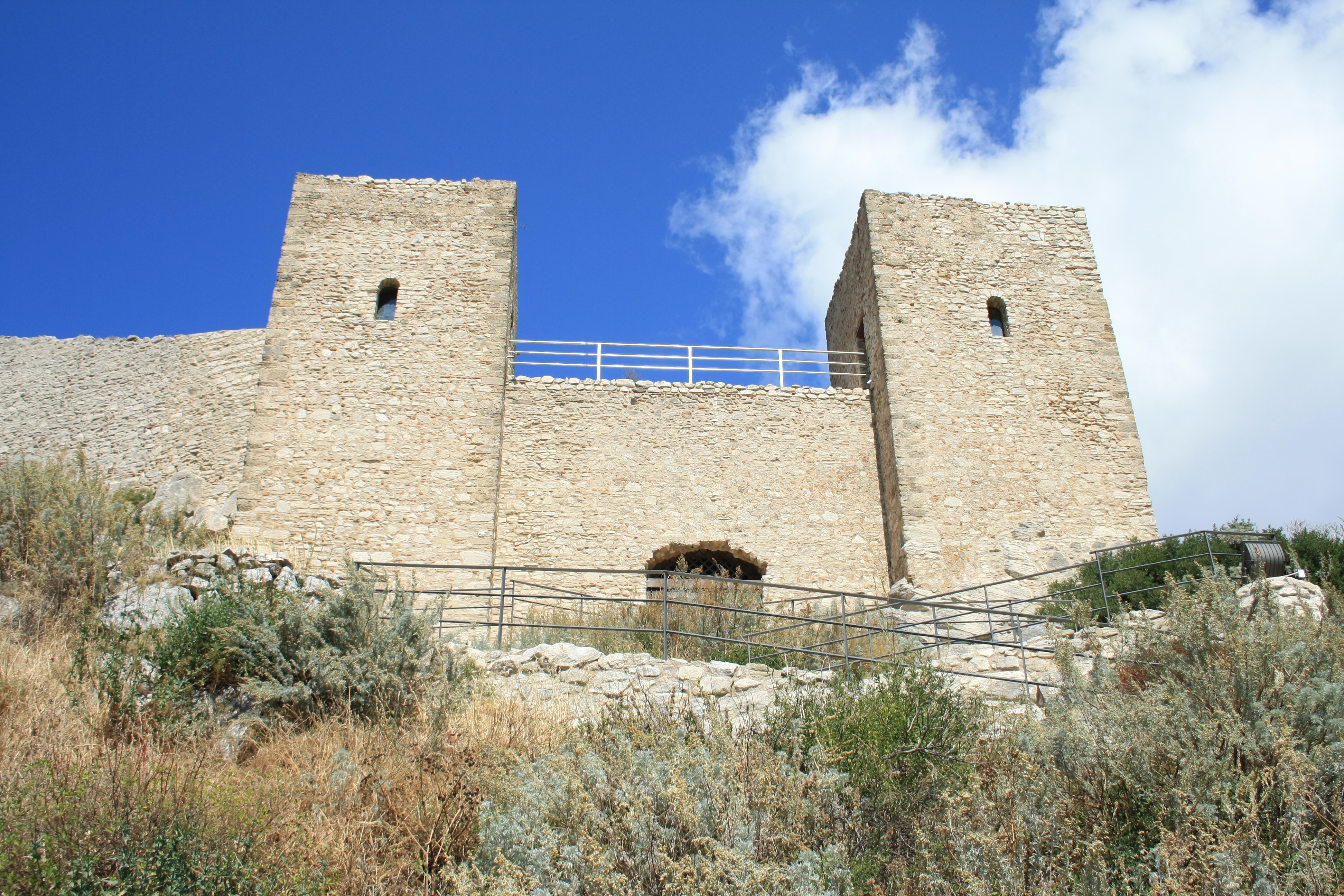
Le torri e il portale del Castello

Il castello presenta una pianta irregolare, che ricorda la forma di una nave con la prua rivolta alla montagna e la poppa al mare.
In prossimità dell'ingresso sono visibili due torri quadrate ed ai piedi della breve salita che la collega con la pianura sottostante vi è una chiesetta munita di una cupola affrescata con un dipinto del Cristo Pantocratore, soggetto tipico dell'arte bizantina.
Le mura hanno un'altezza variabile da 3 a 3,5 metri, uno spessore di circa un metro e sono ancora in ottimo stato di conservazione. I materiali di costruzione utilizzati sono per lo più costituiti da pietra squadrata, laterizi e malta molto resistente.

## Origine del nome
La dedica del castello a Santo Niceto tradisce l'origine siciliana di parte dei fondatori: in quegli anni infatti in Sicilia era particolarmente diffusa la devozione all'ammiraglio bizantino San Niceta, vissuto fra il VII e l'VIII secolo. Sbarcati in Calabria con il sostegno del governo bizantino, i profughi siciliani parteciparono con le popolazioni locali alla edificazione di un kastron, chiamandolo col nome del loro santo protettore.

## Nuovo aspetto del Castello di Santo Niceto
Il Castello di Santo Niceto, fino a qualche anno fa in completo stato di abbandono da parte degli organi competenti, è entrato a far parte di quei complessi architettonici che sono stati restaurati per consentire la loro conservazione futura e soprattutto la loro valorizzazione storica e culturale.